# Tommi Evilä
Jaakko Tommi Kristian Evilä (* 6. dubna 1980 Tampere) je bývalý finský reprezentant ve skoku dalekém. Měří 194 cm, byl členem klubu Tampereen Pyrintö a trénoval ho jeho otec Juhani Evilä.
Životního úspěchu dosáhl na domácím mistrovství světa v atletice 2005, kde obsadil třetí místo za Američanem Dwightem Phillipsem a Ignisiousem Gaisahem, který tehdy reprezentoval Ghanu. Obsadil páté místo na mistrovství Evropy v atletice do 23 let 2001, na mistrovství Evropy v atletice skončil desátý v letech 2010 a 2012 a na halovém mistrovství Evropy byl čtvrtý v roce 2005, sedmý v roce 2009 a šestý v roce 2013. Ve Světovém atletickém finále 2005 byl šestý, na olympiádě 2008 sedmnáctý a na HMS 2010 třináctý. Devětkrát se stal dálkařským mistrem Finska.
Jeho osobní rekord byl 822 cm, což byl v letech 2008 až 2020 také finský národní rekord. S nedovolenou podporou větru skočil 841 cm a v hale bylo jeho maximem rovných osm metrů. Dosáhl také výkonů 8,21 s na 60 m překážek, 10,89 s na 100 m a 15,53 m v trojskoku. Kariéru ukončil v roce 2014.
Je absolventem Technické univerzity v Tampere, působí jako trenér a sportovní funkcionář. Daboval finskou verzi animovaného filmu Kung Fu Panda a v roce 2021 byl zvolen do zastupitelstva města Tampere za Národní koaliční stranu.